# Le parole (programma televisivo)
Le parole, precedentemente Le parole della settimana, è stato un talk show televisivo italiano trasmesso su Rai 3 dal 2016 al 2023 e condotto da Massimo Gramellini. 

## Il programma
Inizialmente il programma era una rubrica contenuta all'interno della trasmissione Che tempo che fa; successivamente, a partire dall'autunno 2016, è diventato una trasmissione autonoma in onda nella fascia preserale del sabato e all’interno della quale venivano analizzate le parole dei fatti di costume, cronaca e attualità avvenuti nel corso della settimana appena trascorsa, avvalendosi del contributo di alcuni ospiti presenti in studio. Dal 2020 al 2023 ospite fisso della trasmissione è stato Roberto Vecchioni, curatore di una rubrica iniziale dedicata all'enigmistica e soprannominato per questo Il signore delle parole. Inoltre, la trasmissione nel corso delle varie edizioni ha visto la partecipazione di vari comici quali Geppi Cucciari, Rocco Tanica e Saverio Raimondo. Dal settembre 2023, in seguito alla chiusura del rapporto di lavoro di Gramellini con la Rai, il format viene riproposto su LA7 con il titolo In altre parole e con lo stesso conduttore.

## Edizioni
| Edizione | Titolo del programma      | Periodo         | Periodo        | Puntate | Conduzione         | Co-conduzione     | Co-conduzione    | Co-conduzione    | Co-conduzione    | Co-conduzione    |
| Edizione | Titolo del programma      | Inizio          | Fine           | Puntate | Conduzione         | Co-conduzione     | Co-conduzione    | Co-conduzione    | Co-conduzione    | Co-conduzione    |
| -------- | ------------------------- | --------------- | -------------- | ------- | ------------------ | ----------------- | ---------------- | ---------------- | ---------------- | ---------------- |
| 1        | Le parole della settimana | 29 ottobre 2016 | 27 maggio 2017 | 27      | Massimo Gramellini | Geppi Cucciari    | Geppi Cucciari   | Geppi Cucciari   | Geppi Cucciari   | Geppi Cucciari   |
| 2        | Le parole della settimana | 7 ottobre 2017  | 26 maggio 2018 | 30      | Massimo Gramellini | Geppi Cucciari    | Geppi Cucciari   | Geppi Cucciari   | Geppi Cucciari   | Geppi Cucciari   |
| 3        | Le parole della settimana | 6 ottobre 2018  | 1º giugno 2019 | 31      | Massimo Gramellini | Rocco Tanica      | Rocco Tanica     | Rocco Tanica     | Rocco Tanica     | Rocco Tanica     |
| 4        | Le parole della settimana | 5 ottobre 2019  | 20 giugno 2020 | 31      | Massimo Gramellini | Roberto Vecchioni | Veronica Pivetti | Saverio Raimondo | Saverio Raimondo | Saverio Raimondo |
| 5        | Le parole della settimana | 3 ottobre 2020  | 29 maggio 2021 | 31      | Massimo Gramellini | Roberto Vecchioni | Veronica Pivetti | Saverio Raimondo | Saverio Raimondo | Saverio Raimondo |
| 6        | Le parole                 | 9 ottobre 2021  | 28 maggio 2022 | 30      | Massimo Gramellini | Roberto Vecchioni | Veronica Pivetti | Lodo Guenzi      | Corrado Augias   | Antonella Viola  |
| 7        | Le parole                 | 8 ottobre 2022  | 27 maggio 2023 | 30      | Massimo Gramellini | Roberto Vecchioni | Saverio Raimondo | Saverio Raimondo | Saverio Raimondo | Saverio Raimondo |